# 막찐쭝
막찐쭝(베트남어: Mạc Chính Trung / 莫正中 막정중, ? ~ ?), 또는 막당쓰엉(베트남어: Mạc Đăng Xương / 莫登昌 막등창)은 대월 막 왕조의 황제(재위: 1546년 ~ 1547년)이다.

## 생애
《대월통사(大越通史)》의 기록에 따르면 막찐쭝은 막당중의 둘째 아들로, 막당조아인의 동생이다. 막당중이 즉위한 뒤 막찐쭝은 홍왕(弘王)에 봉해졌다.
1546년, 막푹응우옌이 즉위하였다. 당시 막찐쭝, 막반민(莫文明) 등은 도재(都齋)로 피신하여 거처했는데, 사양후(泗陽侯) 팜뜨응이(范子儀)이가 서군공(西郡公) 응우옌낀(阮敬)이 전권을 행사하는 데 불만을 품고 홍왕 막찐쭝을 군주로 옹립할 것을 도모하였다. 그런데 음모가 실패하고 발각되자 팜뜨응이는 막찐쭝, 막반민을 협박하여 데리고 어천(御天) 화양(華陽)에 이르렀다. 겸왕(謙王) 막낀디엔, 서군공 응우옌낀 등은 병사를 내어 추포하도록 했으나 팜뜨응이에게 격파당했다. 막푹응우옌은 여러 차례 병사를 보내 토벌하였고, 팜뜨응이는 승리하지 못하자 막찐쭝을 데리고 안광(安廣) 일대에 이르렀다. 팜뜨응이는 병사를 내어 해양(海陽) 및 명나라의 광동(廣東), 광서(廣西) 일대를 약탈하였는데, 명나라는 이를 제어하지 못했다. 오래지 않아 팜뜨응이는 전투에서 패하고 해동(海東)으로 달아났고, 막찐쭝, 막반민은 가속을 거느리고 흠주(欽州)로 도망쳐 명나라에 투항하였다.